# قلعة تشهريغ
قلعة تشهريغ (بالفارسية: قلعه چهریق) قلعة تاريخية تعود إلى عصر ألفية 1 ق.م، وتقع في تشهريغ، محافظة أذربيجان الغربية.